# وزارت دفاع کره شمالی
وزارت دفاع کره شمالی (انگلیسی: Ministry of Defence) از وزارتخانه‌های دولت کره شمالی است، که در سال ۱۹۷۲ تأسیس شد و هم‌اکنون وظیفه پشتیبانی لجستیک ارتش خلق کره را برعهده دارد.
وزارت دفاع یک آژانس دولتی تحت نظر کمیسیون امور دولتی است که وظیفه هماهنگی عمومی اداری و لجستیکی ارتش خلق کره را بر عهده دارد. وزیر دفاع ملی فعلی ژنرال نو کوانگ-چول است.